# Папара Леонід
Леоні́д Папа́ра (9 серпня 1906, Кременець, нині Тернопільська область — 6 березня 1984, Міннеаполіс, штат Міннесота, США) — український живописець. Член Української спілки образотворчих мистців (1948), Об'єднання митців-українців в Америці (1971).

## Життєпис
Леонід Папара народився 9 серпня 1906 року в місті Кременці на Тернопільщині.
1940 року з фахом магістра хімії закінчив математично-природничий факультет Львівського університету, в якому паралельно працював на кафедрах неорганічної хімії (протягом 1937—1939 років) та неорганічної й аналітичної хімії (у 1939—1941 роках). 1927 року завершив навчання в Мистецькій школі Олекси Новаківського.
З 1944 — на Заході, де у 1945–1949 роках перебував у таборах для переміщених осіб Західної Німеччини.
1949 емігрував до Міннеаполісу (США), де й помер 6 березня 1984 року. Похований на цвинтарі Сан-Сет м. Міннеаполіса.

## Творчість
Мистецтва навчався в малярів Кременця. Від 1920-х — у Львові, де опановував темперне малярство та іконографію в художника Петра Холодного. Також вивчав техніку й технологію малярства за конспектами вчителя школи Володимира Пещанського, який тоді був уже покійний.
Творив у класичній техніці акварелі. У роботах Папари приваблюють узагальненість образів, легкість імпресіоністичного мазка і м'яка, сяюча палітра кольорів.

### Виставки
З 1920 почав представляти свої роботи на виставках, зокрема в Кременецькому музеї. 1934 року був учасником 6-ї виставки Асоціації незалежних українських митців у Львові; 1947-го — українських мистців-емігрантів, яка відбулася у Національному музеї в Мюнхені, та також інших містах, серед яких Ноймаркт, Регенсбург, Нюрнберг (усі — Німеччина), Парижі; Університеті Міннесоти, Міннеаполіському інституті мистецтва, Нью-Йорку. Окремі твори Папари зберігаються в приватних збірках США та в Україні (серед них: цикл акварелей «Золота осінь» (1930), акварелі «Зима у Карпатах» і «Осінній пейзаж із хатою»).
Серед важливих робіт:
- акварелі — «Церква в Ноймаркті», «Млин», «Захід сонця», «Перед дощем», «Лісничівка».
- розпис українського храму Святого Костянтина (Міннеаполіс, США).